# Карл Либкнехт
Карл Либкнехт (на немски: Karl Liebknecht) е немски политик, социалист. Син на Вилхелм Либкнехт, един от основателите на германската социалдемократическа партия (СПД).

## Биография
Учи право и икономика в Лайпциг и Берлин, мести се в Берлин през 1899 г. и отваря адвокатска кантора с брат си Теодор. През 1900 г. сключва брак с Юлия Парадис, от който се раждат три деца. Жена му умира през 1911 г.

### Политическа кариера
- Член на СПД от 1900 г.
- Основател и президент на Социалистическия младежки интернационал от 1907 до 1910 г.
- Избран за депутат в парламента на Прусия, докато излежава присъда в Глац, Силезия.
- Избран за депутат в Райхстага през 1912 г. Единственият депутат от СПД, гласувал против участието на Германия в Първата световна война.
- В края на 1914 г. сформира заедно с Роза Люксембург, Клара Цеткин и др. т.нар. Спартакистка лига, която скоро е обявена за незаконна.

### Антивоенна и въстаническа дейност
Арестуван и изпратен на Източния фронт заради използване аргументите на болшевиките за пролетарска революция. На фронта отказва да се бие и служи като помощен персонал. Поради влошеното му здраве е изпратен обратно в Германия. на 1 май 1916 г. отново е арестуван и осъден на затвор за измяна.
На 9 ноември 1918 г. декларира създаването на „свободна социалистическа република“ само два часа след декларацията за създаването на Ваймарската република. На 31 декември 1918 г. участва в създаването на Комунистическата партия на Германия. През януари 1919 г. е един от инициаторите и организаторите на спартакисткото въстание в Берлин. До 13 януари въстанието е потушено, а на 15 януари Карл Либкнехт и Роза Люксембург са заловени и след неколкочасови инквизиции са разстреляни без съд и присъда.

На него и на Роза Люксембург българският поет Христо Смирненски посвещава две стихотворения: „Карл Либкнехт“ и „Роза Люксембург“. В първото поетът излага нетленността на „подвига на Либкнехт“ и чрез следните думи:
| „ | Берлин го помни и навеки ще го помни/в онези дни на свойте бури главоломни... | “ |

 показва, че историята няма да забрави делото му. Във второто стихотворение Смирненски изказва своята тъга относно смъртта на двамата и готовността си за бунт.